# Městské lázně (Liberec)
Městské lázně v Liberci (původně Lázně Františka Josefa I., německy Kaiser-Franz-Joseph-Bad) jsou novorenesanční budova postavená v letech 1901–1902, k příležitosti oslavy 50. výročí panování císaře Františka Josefa I. Budova Městských lázní, v níž v současné době sídlí Oblastní galerie Liberec, je jednou z nejvýznamnějších architektonických památek Liberce. Budova lázní je chráněna jako kulturní památka.

## Historie

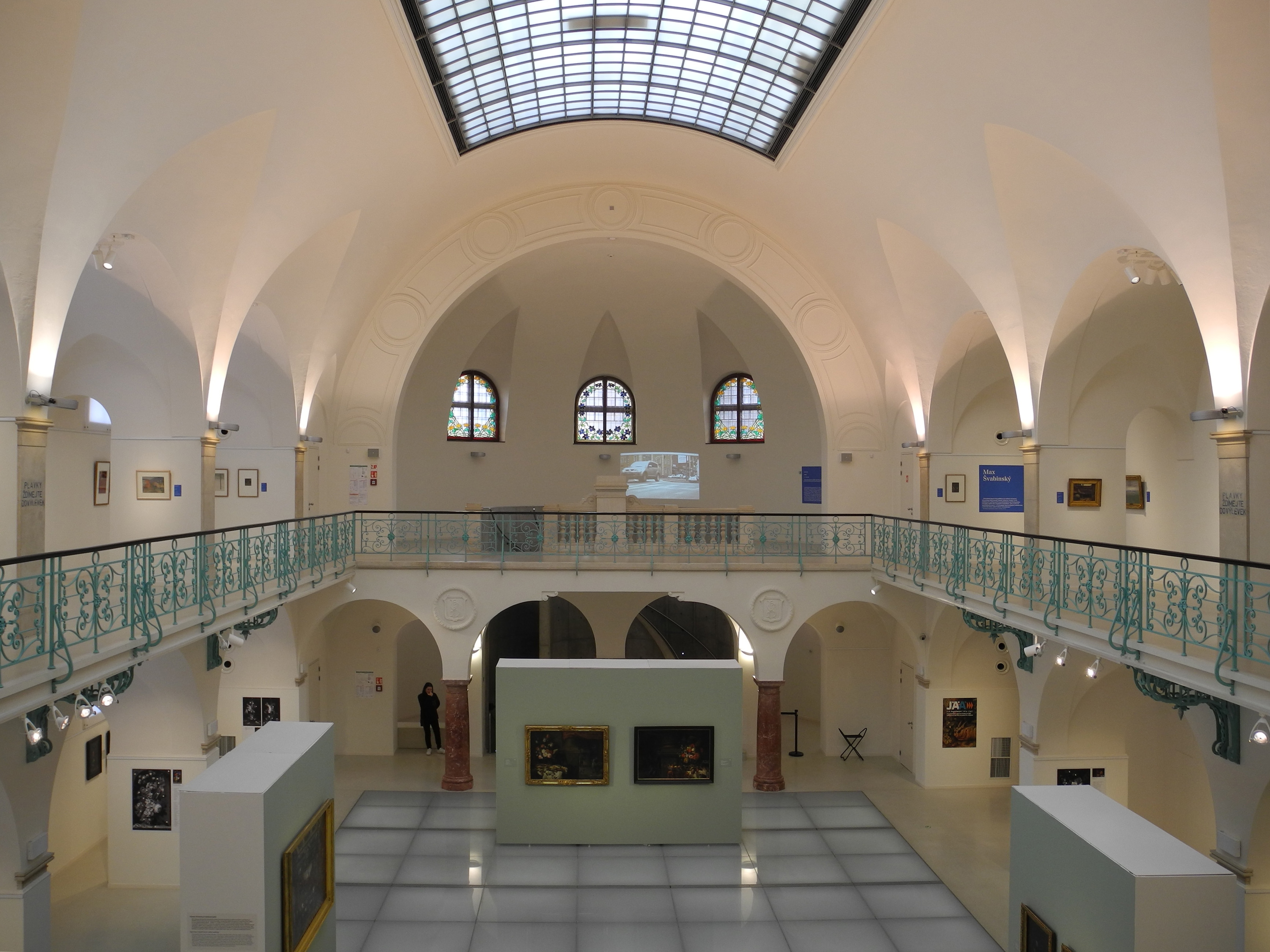
Interiér Městských lázní, expozice Oblastní galerie o díle malíře Johanna Adalberta Angermayera (1674–1742).

Novorenesanční budova městských lázní byla postavena v letech 1901–1902 podle projektu vídeňského architekta Petera Paula Branga. Lázně si místní obyvatelé vyžádali svým zájmem o podobné zařízení a stavbu iniciovala a realizovala Liberecká spořitelna, prostřednictvím libereckého stavitele a architekta Adolfa Bürgera, k příležitosti oslavy 50. výročí panování císaře Františka Josefa I. Na tuto událost upomíná pamětní deska s nápisem:
ERRICHTET ZUR 
ERINNERUNG AN DAS 50. JÄHR.
REGIERUNGS-JUBILÄUM 
SR. MAJESTÄT
KAISER-FRANZ-JOSEPH I.
W. LOVREK. WIEN
Po dokončení stavby byl 17. března 1902 zahájen provoz lázní. 
Po roce 1989 přestaly lázně sloužit svému původnímu účelu a k dispozici byly už jen služby provozované v prostorách budovy. 
V roce 1995 byly lázně prodány soukromému majiteli za 3 miliony korun a pak ještě několikrát změnily majitele a od té doby budova bez potřebné údržby chátrala.

## Současnost
Město Liberec získalo lázně zpět ve veřejné dražbě v roce 2005 za 9 milionů Kč a postupně provedlo několik nejnutnějších oprav pro záchranu budovy. Ve městě dlouhá léta probíhala diskuse nad novým účelem budovy. V letech 2011–2013 proběhla rekonstrukce budovy za 360 milionů Kč financovaná z Evropských fondů s 15% spoluúčastí Libereckého kraje pro účely Oblastní galerie Liberec. Galerie se veřejnosti otevřela 28. února 2014.

## Budova
V hlavní místnosti budovy se nacházel plavecký bazén o rozměrech 20×10 m se sprchami, ve vyšším patře potom dřevěné převlékárny. Střecha budovy je opatřena sedlovým světlíkem, díky němuž je interiér bazénové haly dostatečně prosvětlen a ve své době se jím také větralo.

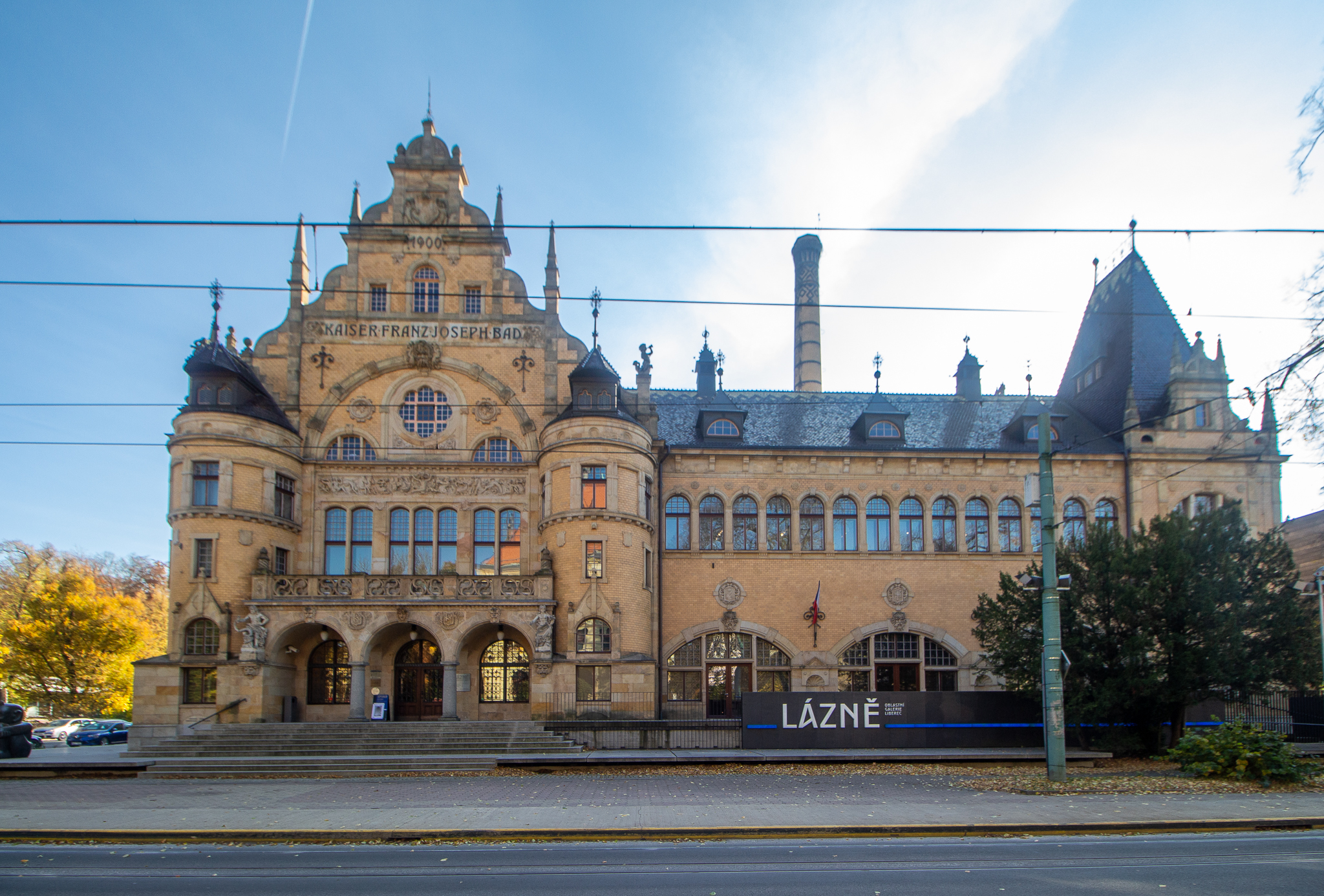
Přední strana budovy z
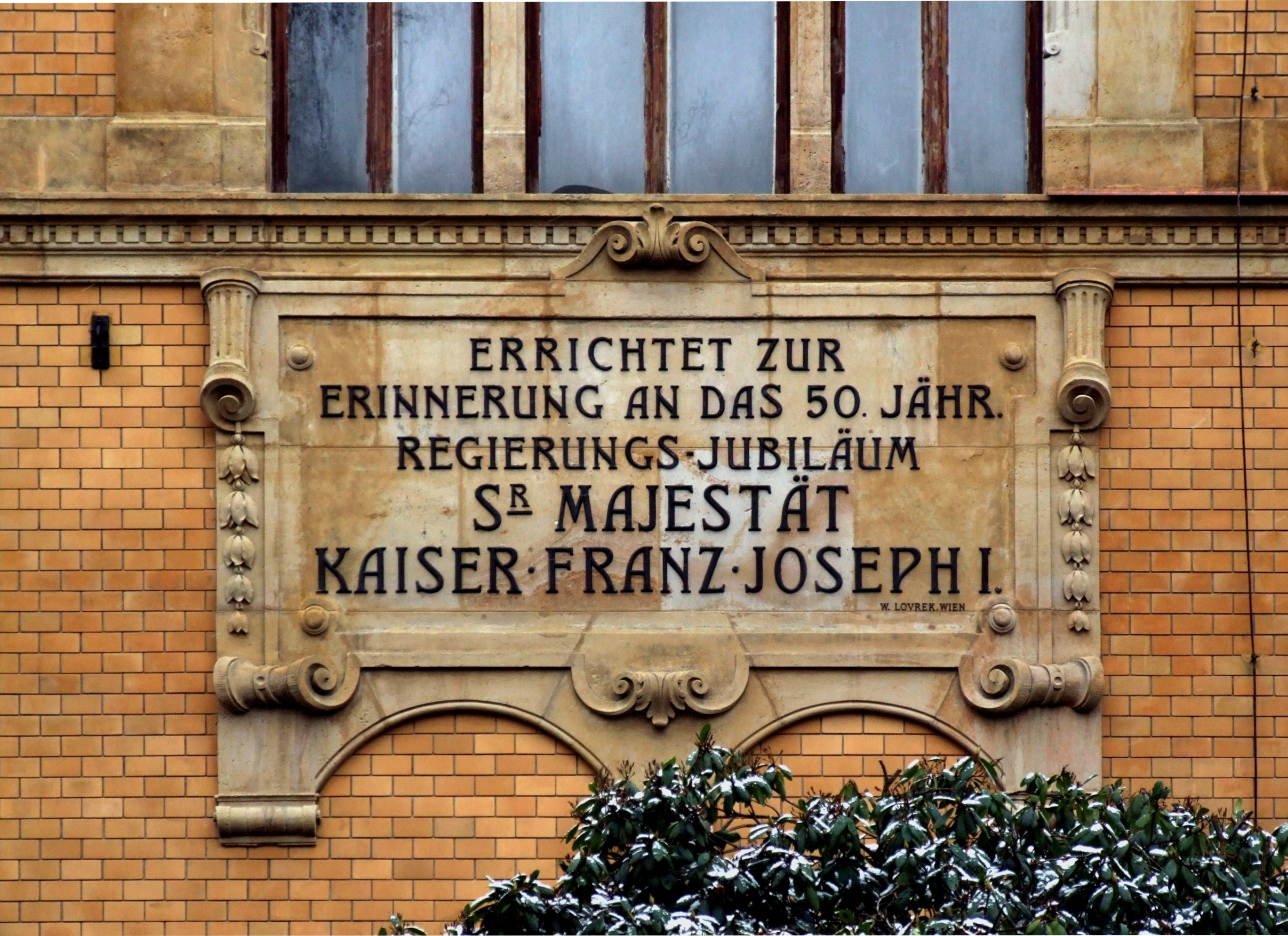
Pamětní deska císaře Františka Josefa
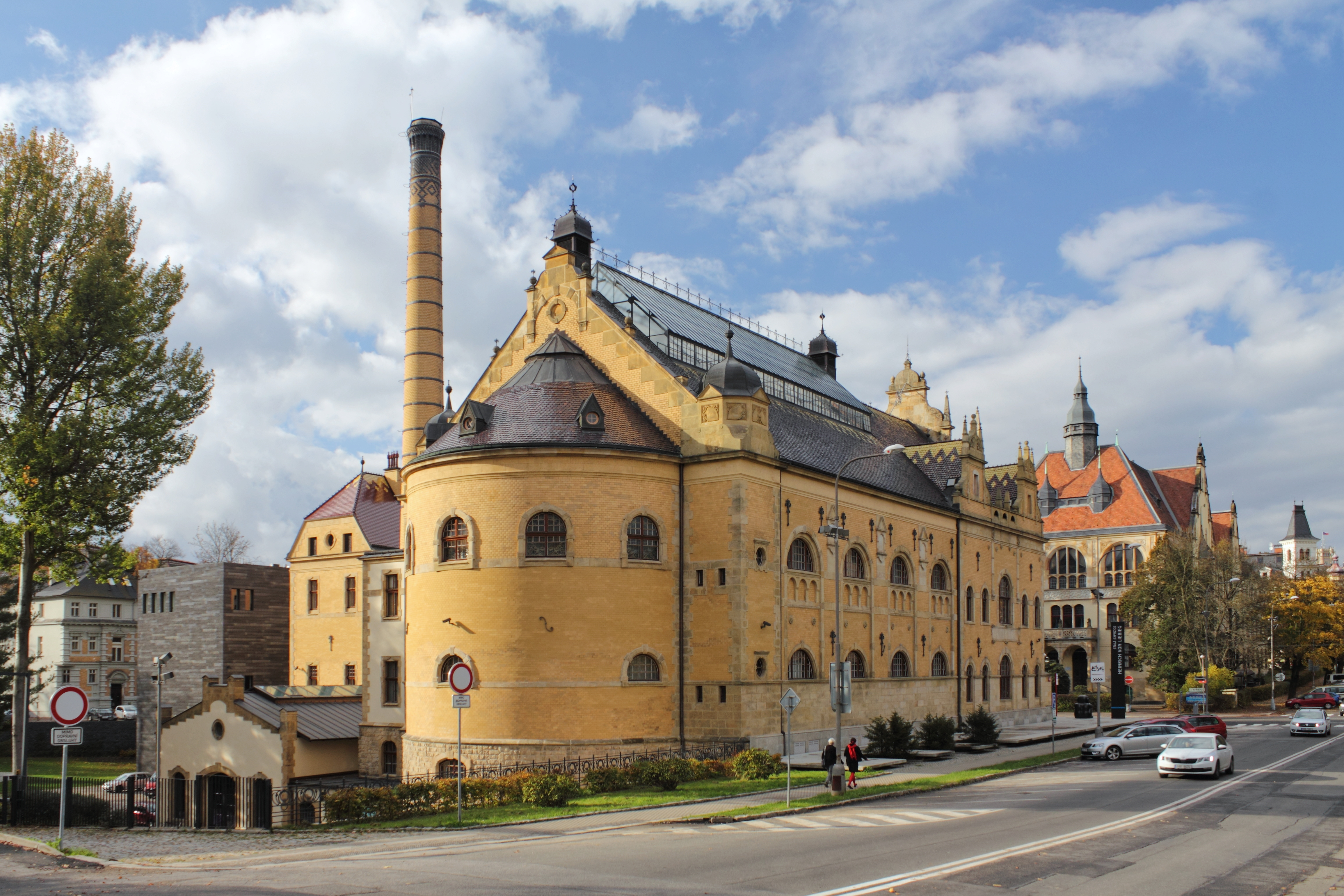
Budova z Vítězné ulice